# Szövőlepkefélék
A szövőlepkefélék (Lasiocampidae) a valódi lepkék (Glossata) Heteroneura alrendágában a Bombycoidea öregcsalád egyik családja.

## Rendszerezés
A családba az alábbi 5 alcsalád tartozik:
- Chionopsychinae
- Chondrosteginae
- Lasiocampinae
- Malacosominae
- Poecilocampinae

### Besorolatlan nemek
- Ammacosola
- Cryptopacha
- Hecata
- Pachypasoides
- Pellecebra
- Scythropa
- Selena
- Tragoptyssa